# Rethel
Pour les articles homonymes, voir Rethel (homonymie).
Rethel est une commune française, sous-préfecture du département des Ardennes, en région Grand Est. Ses habitants sont appelés les Rethélois.
Arrosée par l'Aisne, elle est, avec ses 7 778 habitants en 2022 , la troisième ville du département derrière Charleville-Mézières et Sedan, et la 91e de la région.
Située au sud-ouest du département, à la limite nord de la Champagne et à 37 km de Reims, elle bénéficie d'une gare TGV qui la place à 1 h 10 de Paris.

## Géographie

Représentations cartographiques de la commune
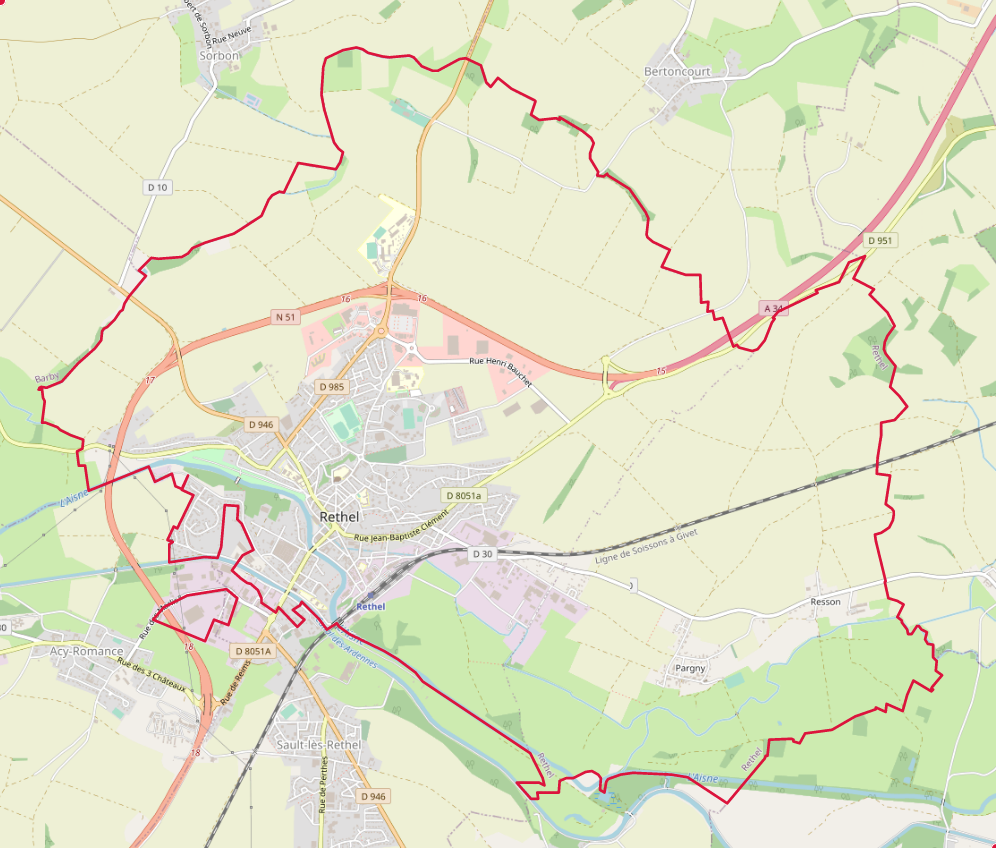
Carte OpenStreetMap.
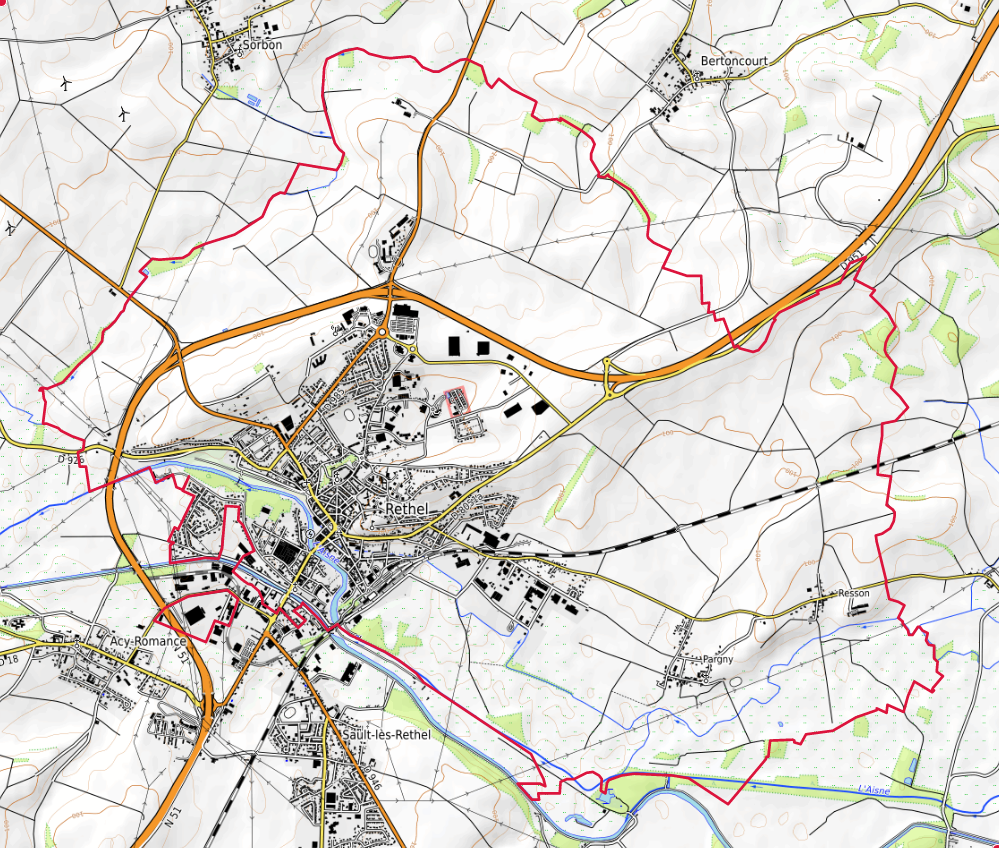
Carte topographique.

### Localisation
Rethel est située dans le Nord-Est de la France, à mi-chemin entre Charleville-Mézières et Reims (37 km de chacune),, et à 165 km au nord-est de Paris et 265 km à l'ouest de Strasbourg à vol d'oiseau.
Rethel s'étend le long de la rivière de l'Aisne.
Rethel est une étape de la Route du Porcien.

### Communes limitrophes
Les communes limitrophes sont Acy-Romance, Barby, Bertoncourt, Biermes, Doux, Sault-lès-Rethel, Sorbon et Thugny-Trugny.
| Sorbon      |                          | Bertoncourt   |
| Barby       | Rethel                   | Doux          |
| Acy-Romance | Sault-lès-Rethel Biermes | Thugny-Trugny |

### Hydrographie

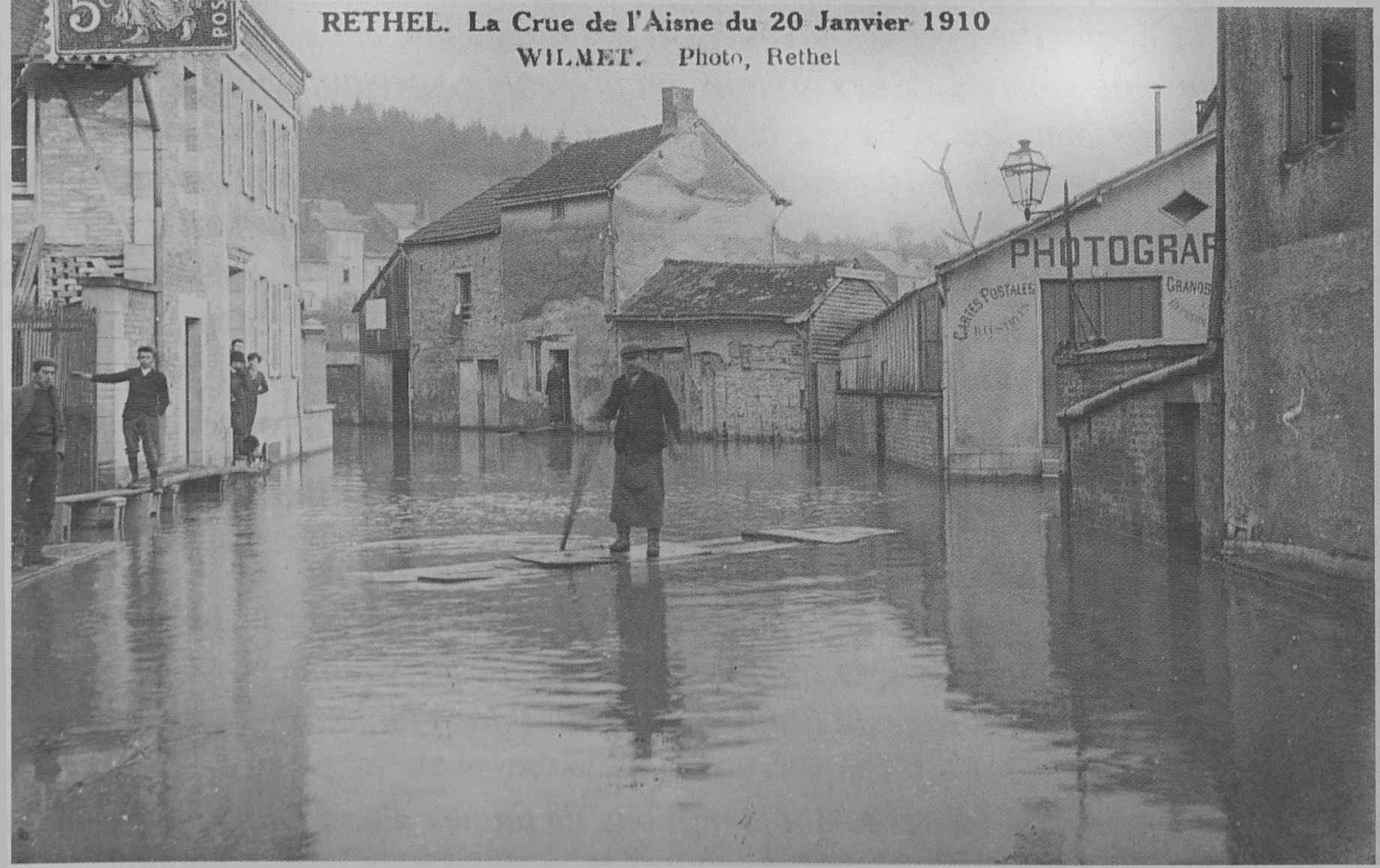
Crue centennale de l'Aisne de 1910.

La commune est dans la région hydrographique « la Seine du confluent de l'Oise (inclus) à l'embouchure » au sein du bassin Seine-Normandie. Elle est drainée par le canal des Ardennes  (versant Aisne), l'Aisne, le ruisseau de Saulces, le cours d'eau 01 de la commune de Sault-lès-Rethel, le ruisseau du Bourgeron, le Fossé 06 de la commune de Bertoncourt et divers autres petits cours d'eau,.
Le canal des Ardennes (versant Aisne), d'une longueur de 57 km,  est un chenal et un cours d'eau naturel navigable qui a son origine dans la commune de Dom-le-Mesnil et se jette  dans le canal latéral à l'Aisne à Vieux-lès-Asfeld, après avoir traversé 24 communes. Il traverse le bourg d'est en ouest dans sa partie sud de la commune sur une longueur d'environ 0,8 km.
L'Aisne est un  cours d'eau naturel navigable de 256 km de longueur, traversant les cinq départements Meuse, Marne, Ardennes, Aisne, Oise. Elle est un affluent de rive gauche de l'Oise, ce qui fait d'elle un sous-affluent de la Seine. Elle traverse la commune d'est en ouest sur une longueur d'environ 3,1 km.
Le ruisseau de Saulces, d'une longueur de 30 km, prend sa source dans la commune de Faissault, à 175 m d'altitude, et se jette  dans l'Aisne sur la commune, à 73 m d'altitude, après avoir traversé onze communes.

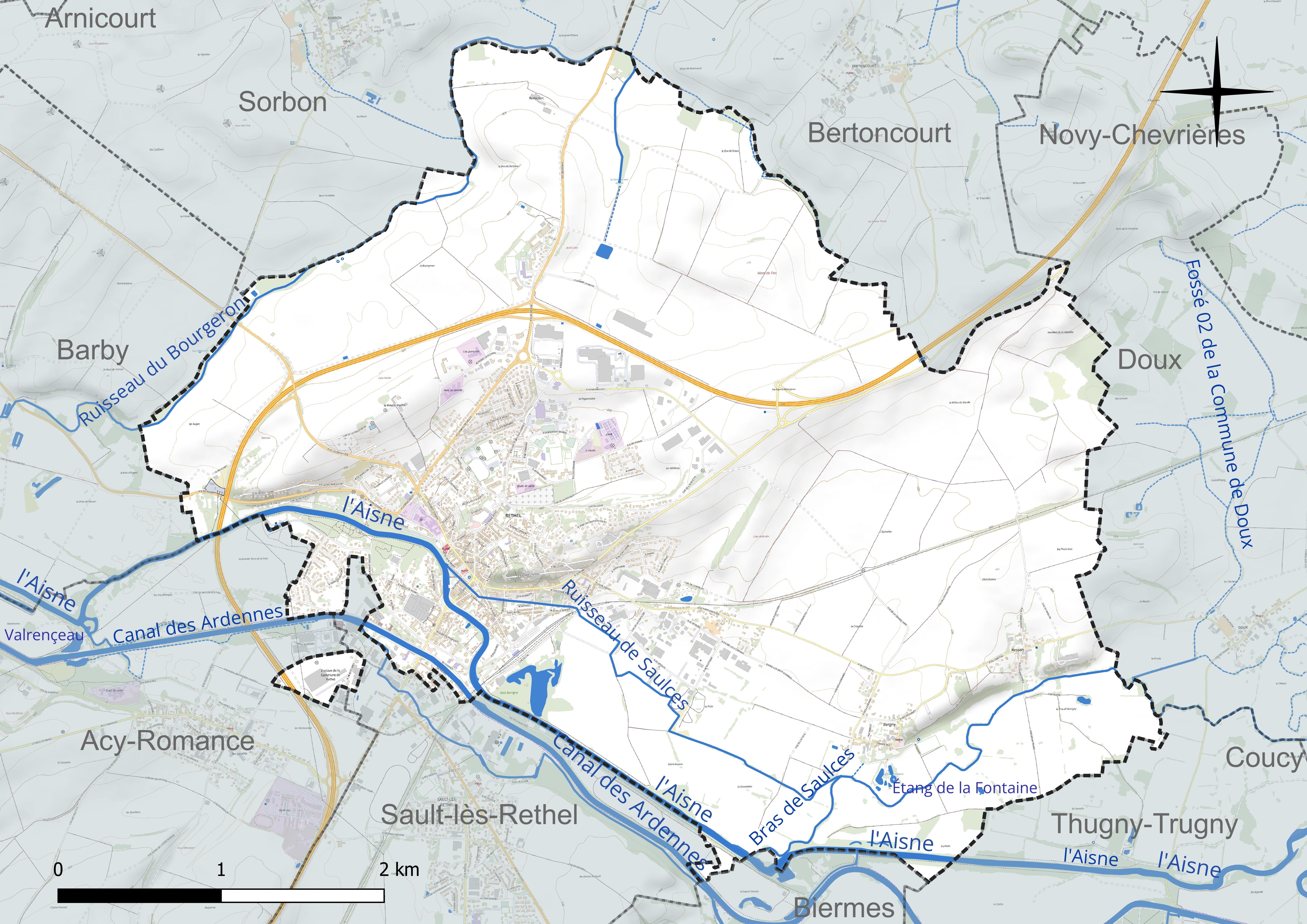
Réseau hydrographique de Rethel.

Deux plans d'eau complètent le réseau hydrographique : le plan d'eau 1 de la commune de Rethel (4,1 ha) et l'étang de la Fontaine (0,3 ha),.

### Climat
Pour des articles plus généraux, voir Climat du Grand Est et Climat des Ardennes.
En 2010, le climat de la commune est de type climat océanique dégradé des plaines du Centre et du Nord, selon une étude du Centre national de la recherche scientifique s'appuyant sur une série de données couvrant la période 1971-2000. En 2020, Météo-France publie une typologie des climats de la France métropolitaine dans laquelle la commune est exposée à un climat océanique altéré et est dans la région climatique Nord-est du bassin Parisien, caractérisée par un ensoleillement médiocre, une pluviométrie moyenne régulièrement répartie au cours de l’année et un hiver froid (3 °C).
Pour la période 1971-2000, la température annuelle moyenne est de 10,4 °C, avec une amplitude thermique annuelle de 15,7 °C. Le cumul annuel moyen de précipitations est de 775 mm, avec 12,4 jours de précipitations en janvier et 9,3 jours en juillet. Pour la période 1991-2020, la température moyenne annuelle observée sur la station météorologique de Météo-France la plus proche, « Juniville », sur la commune de Juniville à 12 km à vol d'oiseau, est de 10,8 °C et le cumul annuel moyen de précipitations est de 704,4 mm. 
La température maximale relevée sur cette station est de 41,3 °C, atteinte le 25 juillet 2019 ; la température minimale est de −22,1 °C, atteinte le 13 janvier 1968,,.
Les paramètres climatiques de la commune ont été estimés pour le milieu du siècle (2041-2070) selon différents scénarios d'émission de gaz à effet de serre à partir des nouvelles projections climatiques de référence DRIAS-2020. Ils sont consultables sur un site dédié publié par Météo-France en novembre 2022.

## Urbanisme

### Typologie
Au 1er janvier 2024, Rethel est catégorisée petite ville, selon la nouvelle grille communale de densité à 7 niveaux définie par l'Insee en 2022.
Elle appartient à l'unité urbaine de Rethel, une agglomération intra-départementale dont elle est ville-centre,. Par ailleurs la commune fait partie de l'aire d'attraction de Reims, dont elle est une commune de la couronne,. Cette aire, qui regroupe 294 communes, est catégorisée dans les aires de 200 000 à moins de 700 000 habitants,.

### Occupation des sols

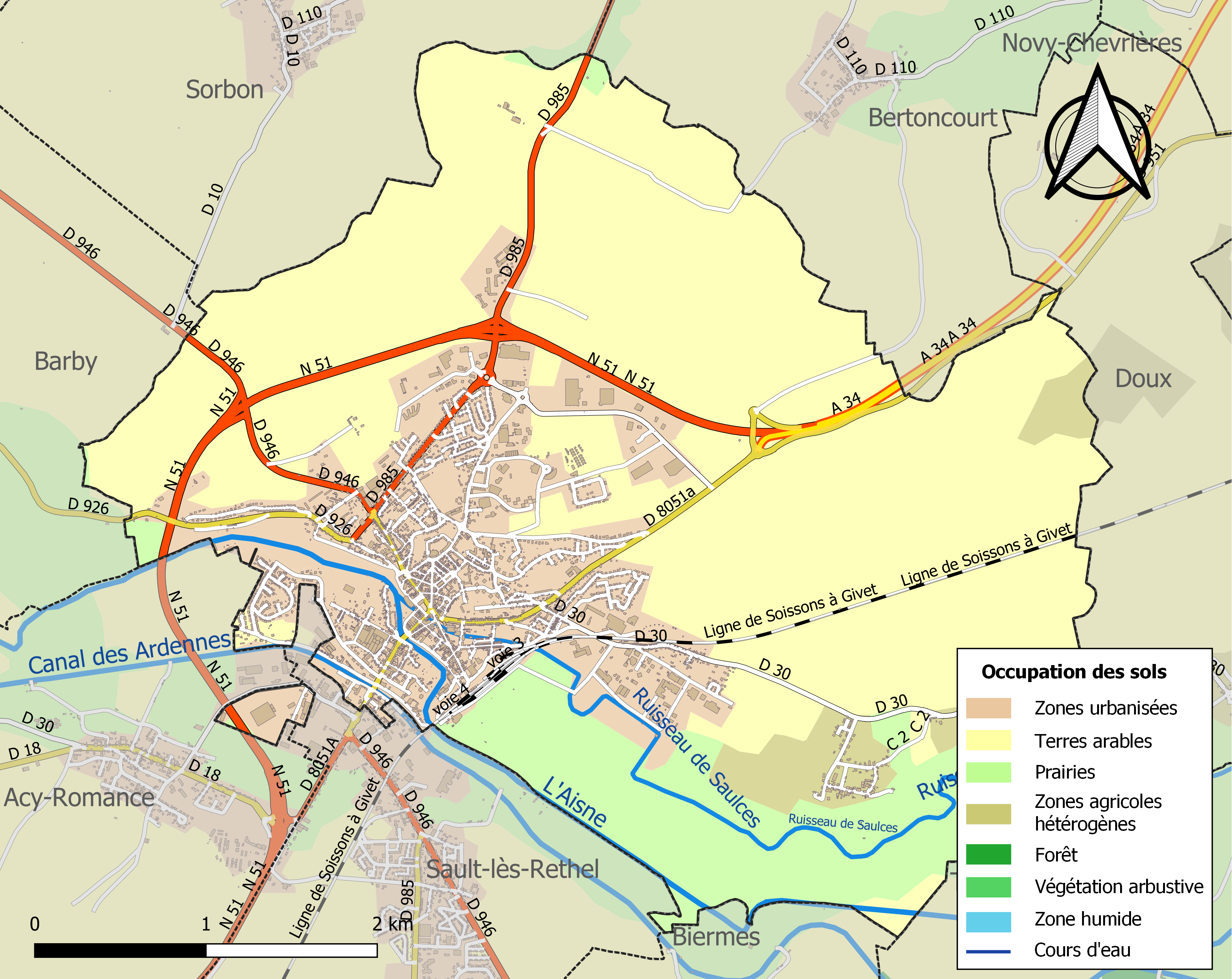
Carte des infrastructures et de l'occupation des sols de la commune en 2018 (CLC).

L'occupation des sols de la commune, telle qu'elle ressort de la base de données européenne d’occupation biophysique des sols Corine Land Cover (CLC), est marquée par l'importance des territoires agricoles (77 % en 2018), en diminution par rapport à 1990 (82,4 %). La répartition détaillée en 2018 est la suivante :
terres arables (57,8 %), prairies (14,8 %), zones urbanisées (12,5 %), zones industrielles ou commerciales et réseaux de communication (9,2 %), zones agricoles hétérogènes (4,3 %), espaces verts artificialisés, non agricoles (1,3 %). L'évolution de l’occupation des sols de la commune et de ses infrastructures peut être observée sur les différentes représentations cartographiques du territoire : la carte de Cassini (XVIIIe siècle), la carte d'état-major (1820-1866) et les cartes ou photos aériennes de l'IGN pour la période actuelle (1950 à aujourd'hui).

### Voies de communication et transports
L'autoroute A34, qui relie Reims à Charleville-Mézières, traverse la commune. Hormis cette autoroute, il n'existe qu'un pont, le pont de l'Europe, pour traverser l'Aisne, et un autre pont pour traverser le canal des Ardennes, c'est la raison pour laquelle l'axe principal de la ville est régulièrement saturé aux heures de pointe. Toutefois, afin de désengorger le centre-ville, un nouveau pont est en projet.

## Toponymie
Le duché de Rethel devint en 1663 le duché de Mazarin, la ville s'appelle Rethel-Mazarin jusqu'à la Révolution Française. En mémoire, la ville de Rethel est encore aujourd’hui dénommée fréquemment la « cité Mazarin ».
La ville de Rethel est nommé Ruthel en ardennais, un dialecte septentrional du champenois.

## Histoire
« Rethel se répand gracieusement du haut d'une colline jusque sur la rivière d'Aisne... »

Victor Hugo (Le Rhin, 1836).

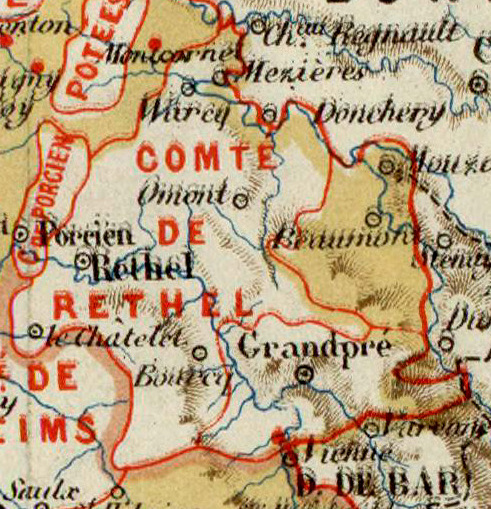
Le comté de rethel vers 1430.

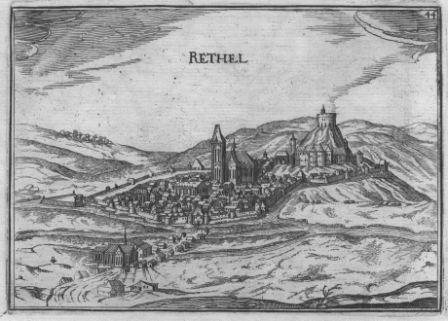
Gravure de Rethel avec son église, son château et sa ceinture fortifiée.

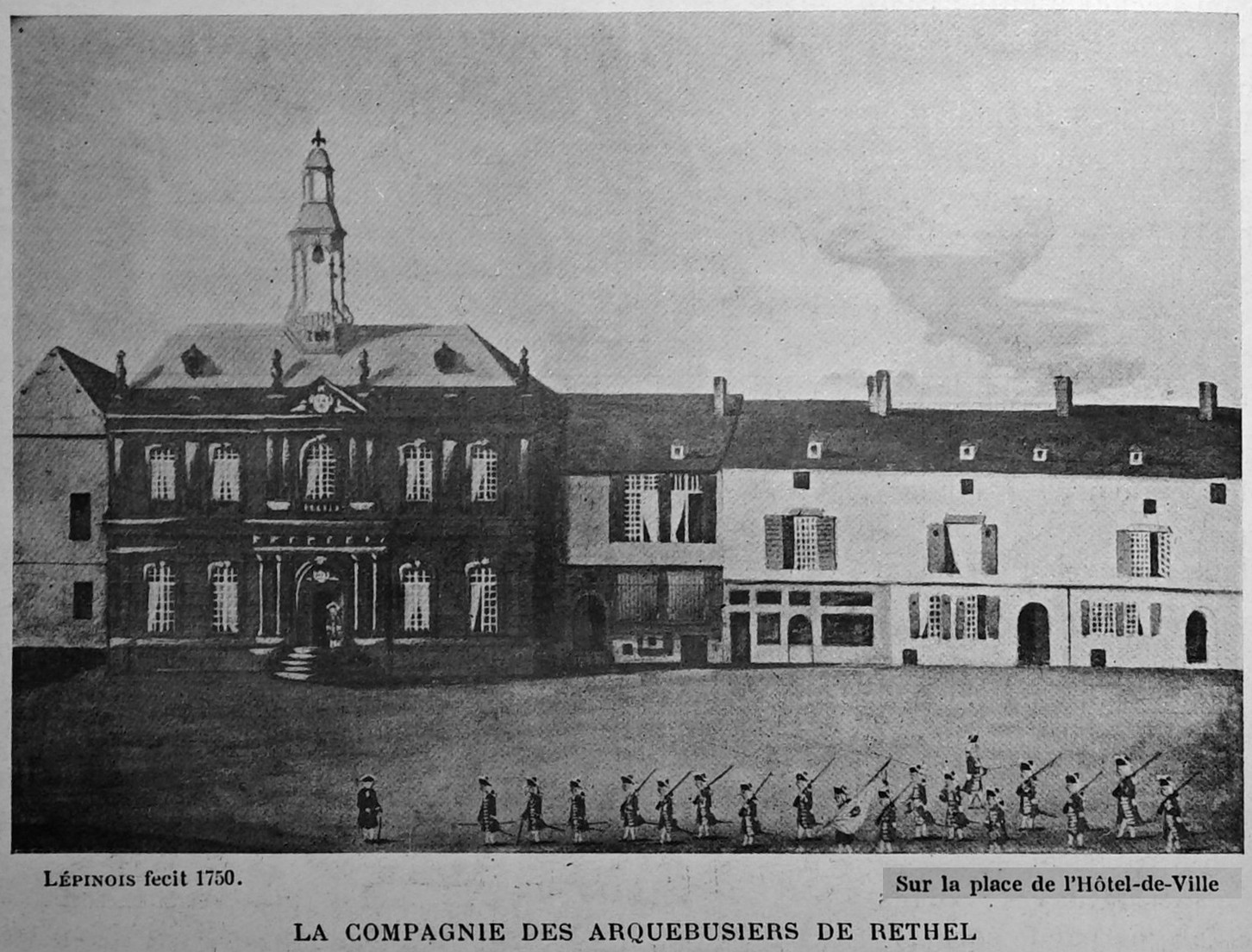
La compagnie d'arquebusiers de la ville au XVIIIe siècle.

Cette rivière d'Aisne, qui traverse la ville en son centre, est la cause de nombreux combats (siège de Rethel (1411), 1423, 1543, 1590, 1617, 1650, 1652, 1653, 1814, 1870, 1914, 1940).
Selon une légende, sa fondation serait due à Jules César qui y aurait établi son camp. Mais c’est avant tout un gué, dû au ralentissement en ce lieu de l’Aisne la ville existe de ce fait. On lit dans la vie de saint Arnoul, évêque de Metz, que Cyriaque, son père, et Quintienne, sa mère, donnèrent à saint Remi, évêque de Reims, tout ce qu'ils possédaient in villa Reistete, pour obtenir du ciel un fils de ses prières.
La petite cité appartient ensuite à l'abbaye de Saint-Remi de Reims et est administré par des avoués. L'un d'eux, Manassès Ier, s'intitule comte de Rethel.
Le bourg castral se développe entre le château et l'Aisne et se dote d'une muraille avant 1253. Une ville haute se forme également à l'ouest du château, sur le plateau. Son monument principal est l'église Saint-Nicolas.
La ville est le siège d'un comté érigé en pairie (1405), en duché (1581) et qui devient en 1663 le duché de Mazarin et la ville prend alors le nom de « Mazarin ».

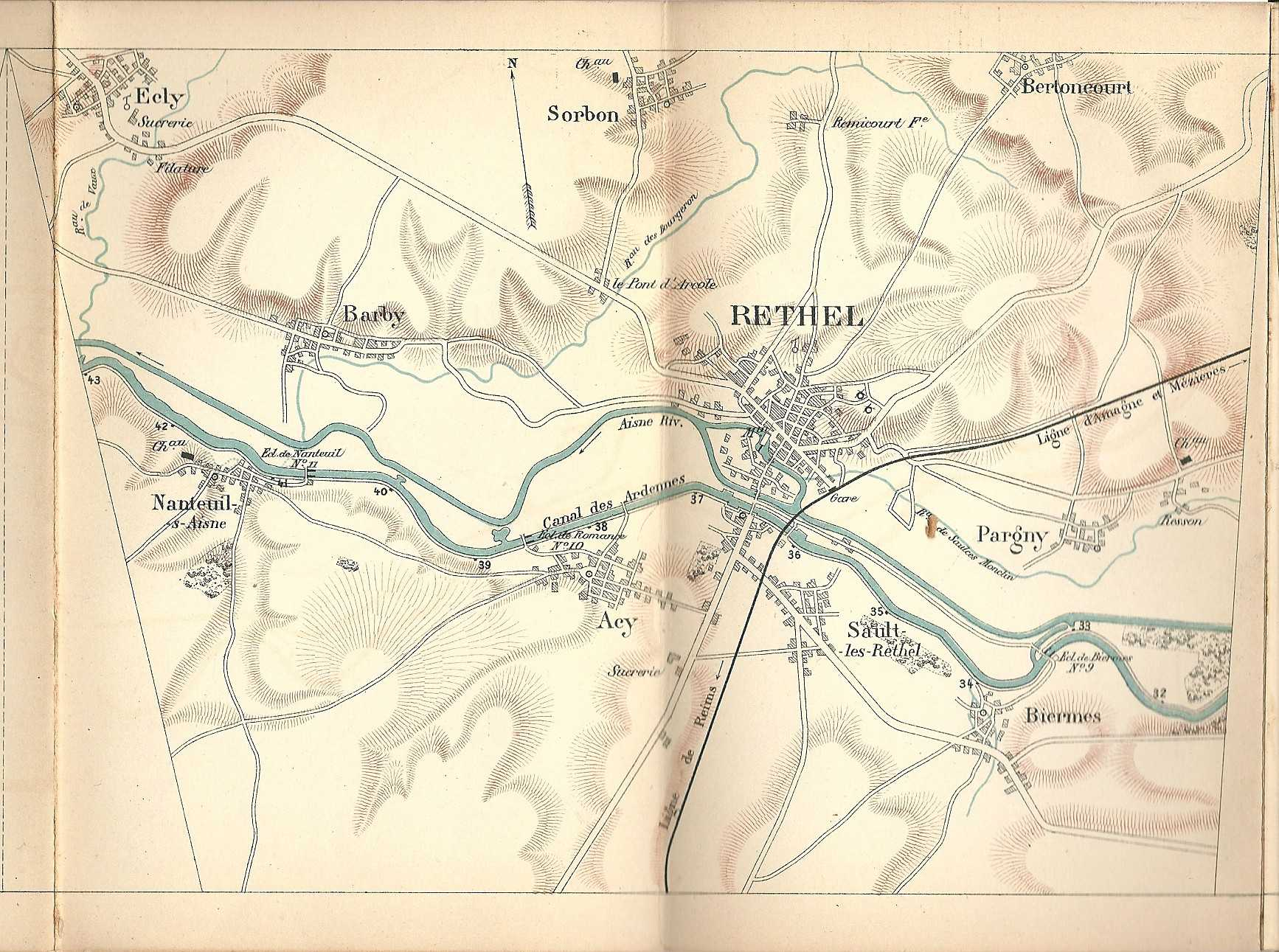
Rethel et ses environs vers 1885.

La bataille de 1650 qui porte son nom et qui voit s'affronter les Espagnols et les Frondeurs contre les troupes royales, ne s'y déroule toutefois pas, mais a lieu sur des terres à proximité. La ville tombe devant le grand Condé le 30 octobre 1652 après quatre jours de siège mais est reprise en juillet 1653 par l’armée royale française.
En 1814, les prisonniers de guerre espagnols importent le typhus  à Rethel. Jean-Baptiste Reberotte-Labesse prodigue ses soins aux soldats qui sont atteints. En 1832 et en 1849, le choléra éclate à Rethel ; en 1839, c'est la fièvre typhoïde qui fait d'énormes ravages à Barby, les morts se comptaient par trentaine chaque jour.
Le chemin de fer fait son arrivée à Rethel le 10 juin 1858 lorsque la Compagnie des chemins de fer des Ardennes met en service la section de Reims à Rethel de la ligne de Soissons à Givet.

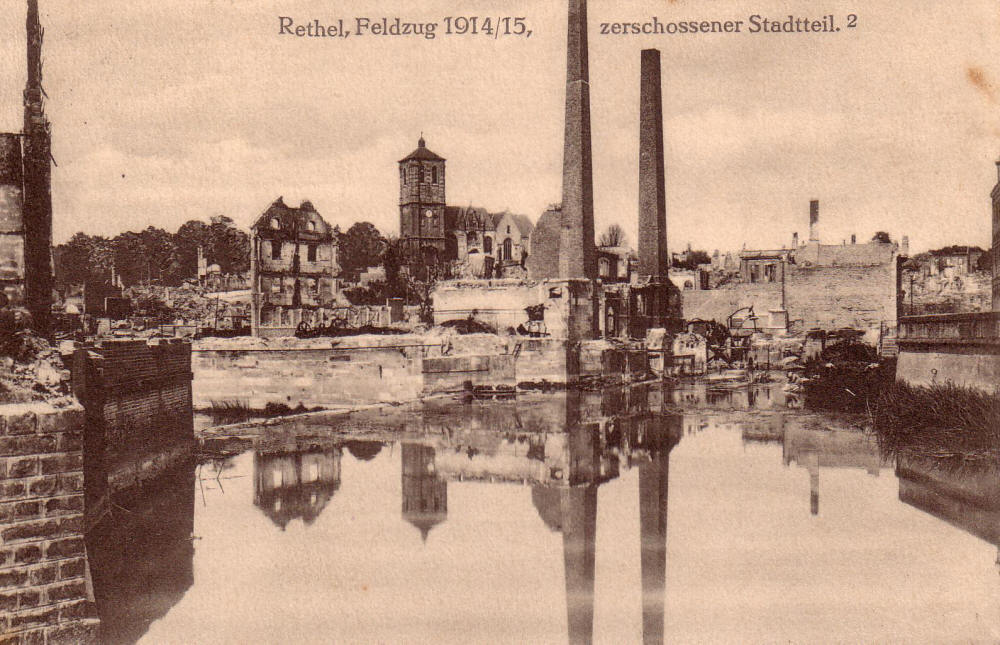
Rethel en 1914, les établissements Lacaille de la rive gauche de l'Ainse en direction de l'église.

Le 31 août 1914, l'armée impériale allemande exécute quinze civils et détruit de nombreux bâtiments lors des atrocités allemandes commises au début de l'invasion. Les unités mises en cause sont les 178e régiment d'infanterie ainsi que d'autres régiments de la 5e division d'infanterie.
La ville de Rethel est le théâtre de violents combats, incendiée et détruite à plus de 80 % en 1914 et en 1940,.

## Politique et administration

### Tendances politiques et résultats
Lors du 2e tour de la présidentielle de 2017 à Rethel, Emmanuel Macron (En Marche!) arrive en tête du scrutin, avec 52,79 % des suffrages exprimés. Marine Le Pen (FN) se place en seconde position, comptant 47,21 % des voix. Sur l'ensemble des votants, 5,45 % ont voté blanc.
En revanche, lors du 2e tour de la présidentielle de 2022 à Rethel, Marine Le Pen arrive en tête avec 52,38 % des suffrages exprimés contre 47,62 % pour Emmanuel Macron. Sur l'ensemble des votants, 3,91 % ont voté blanc.

### Jumelages
- Bitburg (Allemagne).

## Population et société

### Démographie
Classement démographique
Selon les données de l’Insee, la population de la ville de Rethel s'établit à 7 592 habitants au recensement de la population du 1er janvier 2017 (population municipale).
Avec une superficie communale de 1 858 hectares, la densité de population s'élève à 409 habitants par km², ce qui en fait l'une des dix communes les plus densément peuplées du département des Ardennes.
En 2017, l’unité urbaine de Rethel, qui s'étend sur trois communes, regroupe 9 953 habitants et se classe au 3e rang départemental, après l'unité urbaine de Charleville-Mézières et l'unité urbaine de Sedan, et son aire urbaine, incluant les communes périurbaines situées dans la zone d’influence forte de la ville, rassemble 14 358 habitants.
Ces différentes données font de Rethel non seulement la troisième ville la plus peuplée du département des Ardennes, mais également la troisième agglomération urbaine du département. Il en est de même pour son aire urbaine.
Au niveau régional, elle occupe la onzième place en Champagne-Ardenne au niveau de son unité urbaine.
Évolution démographique
L'évolution du nombre d'habitants est connue à travers les recensements de la population effectués dans la commune depuis 1793. Pour les communes de moins de 10 000 habitants, une enquête de recensement portant sur toute la population est réalisée tous les cinq ans, les populations de référence des années intermédiaires étant quant à elles estimées par interpolation ou extrapolation. Pour la commune, le premier recensement exhaustif entrant dans le cadre du nouveau dispositif a été réalisé en 2008.

En 2022, la commune comptait 7 435 habitants, en évolution de −2,96 % par rapport à 2016 (Ardennes : −2,97 %, France hors Mayotte : +2,11 %).
| 1793  | 1800  | 1806  | 1821  | 1831  | 1836  | 1841  | 1846  | 1851  |
| ----- | ----- | ----- | ----- | ----- | ----- | ----- | ----- | ----- |
| 4 512 | 4 985 | 5 551 | 5 351 | 6 585 | 6 771 | 7 184 | 7 581 | 7 499 |

| 1866  | 1872  | 1876  | 1881  | 1886  | 1891  | 1896  | 1901  | 1906  |
| ----- | ----- | ----- | ----- | ----- | ----- | ----- | ----- | ----- |
| 7 400 | 7 086 | 7 415 | 7 403 | 7 432 | 7 136 | 6 742 | 6 434 | 5 708 |

| 1911  | 1921  | 1926  | 1931  | 1936  | 1946  | 1954  | 1962  | 1968  |
| ----- | ----- | ----- | ----- | ----- | ----- | ----- | ----- | ----- |
| 5 187 | 4 813 | 5 940 | 5 428 | 5 662 | 4 718 | 5 686 | 7 359 | 7 804 |

| 1975  | 1982  | 1990  | 1999  | 2006  | 2008  | 2013  | 2018  | 2022  |
| ----- | ----- | ----- | ----- | ----- | ----- | ----- | ----- | ----- |
| 8 361 | 8 339 | 7 923 | 8 052 | 7 847 | 7 740 | 7 730 | 7 522 | 7 435 |

Composition de la population
- 27,2 % d'ouvriers
- 25,4 % de retraités
- 14 % de professions intermédiaires
- 13 % d'employés
- 7,9 % de cadres
- 4,8 % d'artisans et commerçants
- 0,4 % d'agriculteurs

### Culture

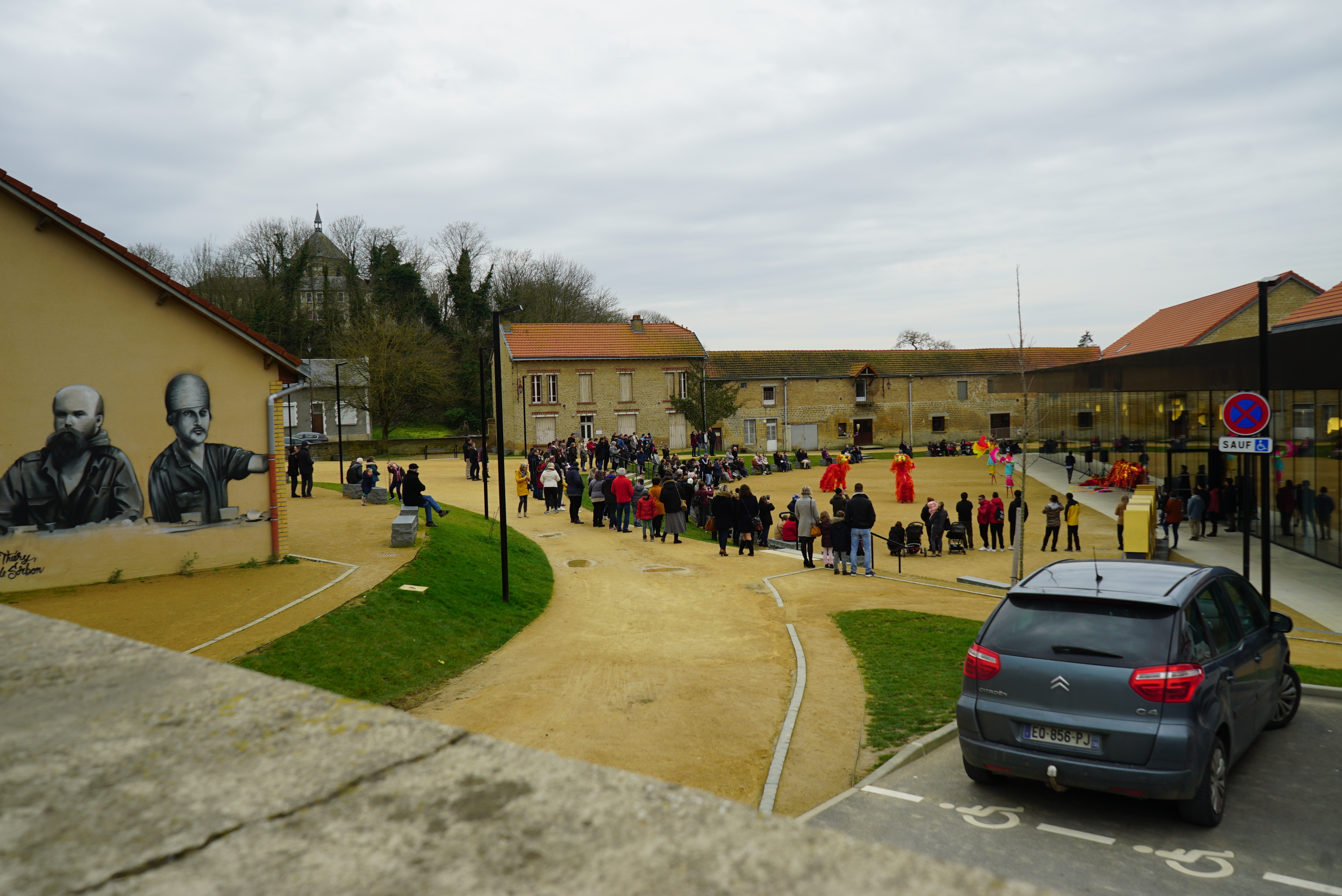
La place devant l'Agora lors du Nouvel An de 2020.

- Le musée du Rethelois et du Porcien ; le musée a été entièrement détruit pendant la guerre et a été reconstitué au rez-de-chaussée et au sous-sol du palais de justice. Il est fermé pour être fondu en un musée médiathèque : l'Agora. Musée de 150 m2 avec les collections de Paul Luce et M. Meugy et un espace lecture de 550 m2[52],[53]. L'Agora se situe à l'angle des rues du docteur-Louis-Gobinet et de l'Agriculture.
- Le théâtre Louis-Jouvet, ancienne salle paroissiale devenue depuis 1991 un espace culturel géré par la mairie. Depuis les travaux de 2003, il possède un studio de répétition de 100 m2 ainsi qu'une salle de 184 sièges. Il accueille des artistes en résidence[54].
- La bibliothèque est transférée à l'Agora depuis 2019.

### Sports
La cité possède de nombreuses activités sportives.
L'équipe de roller-hockey de Rethel, le Roller Hockey Rethel Ardennes (RHRA), connue sous le nom des « diables rethelois », a été plusieurs fois championne de France et d'Europe.

## Économie

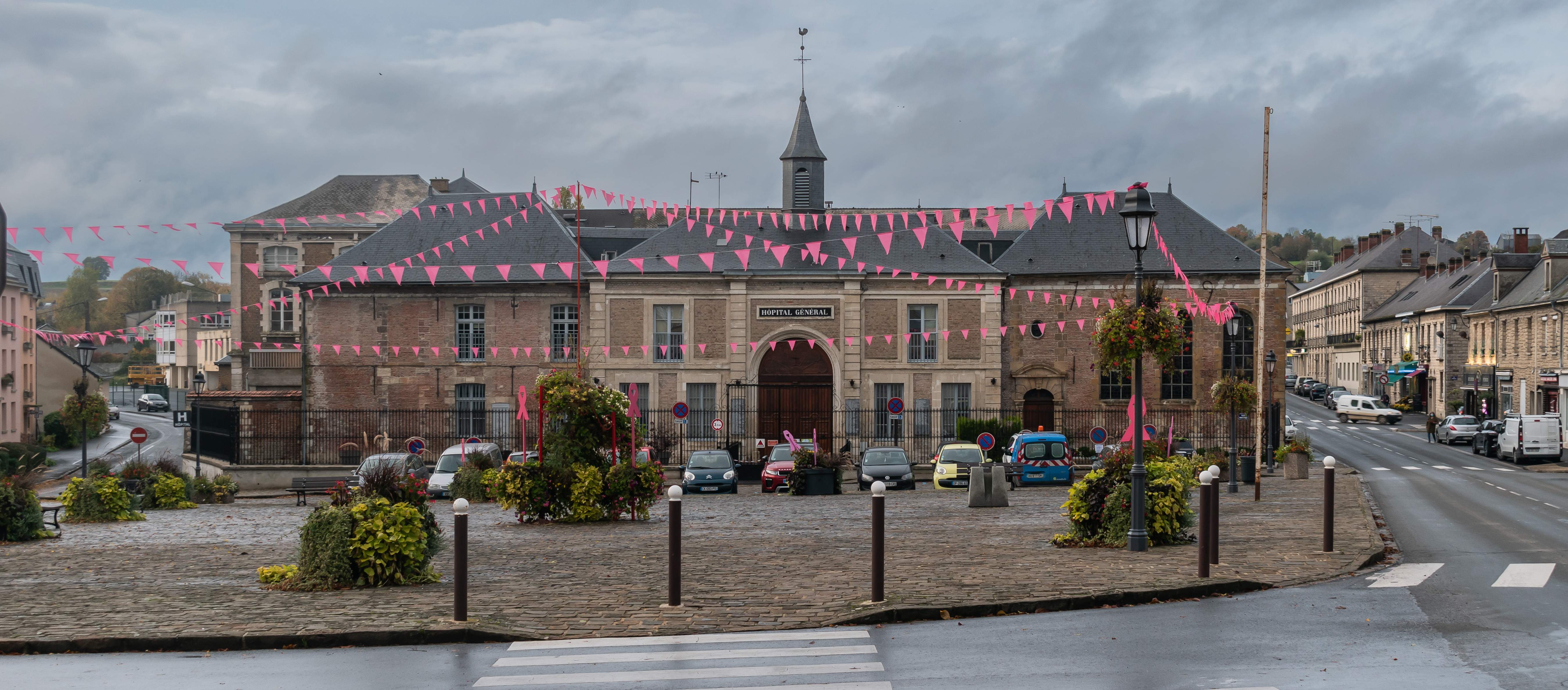
Hôpital sud-ardennais à Rethel.

Rethel, qui est située sur l'axe autoroutier Reims - Charleville-Mézières (A34), constitue le troisième pôle économique des Ardennes. Dans cet esprit et pour appuyer ses atouts, Rethel a rejoint le G10 (association de villes importantes de l'Aisne, de la Marne et des Ardennes) et l'association des villes du Bassin parisien. Le foirail est encore le lieu de vente de bovins.

## Culture locale et patrimoine

### Lieux et monuments

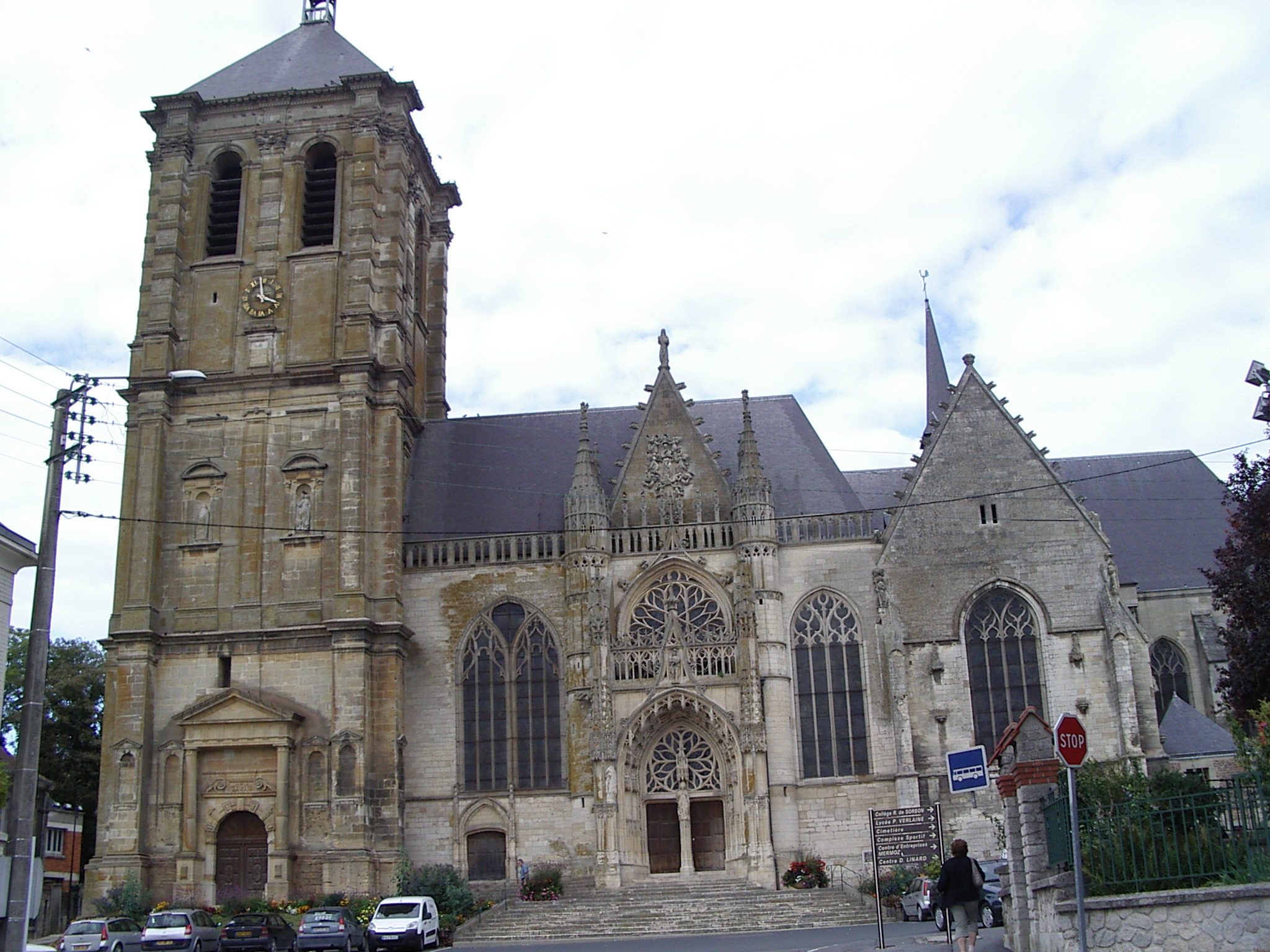
L'église Saint-Nicolas vue du sud.

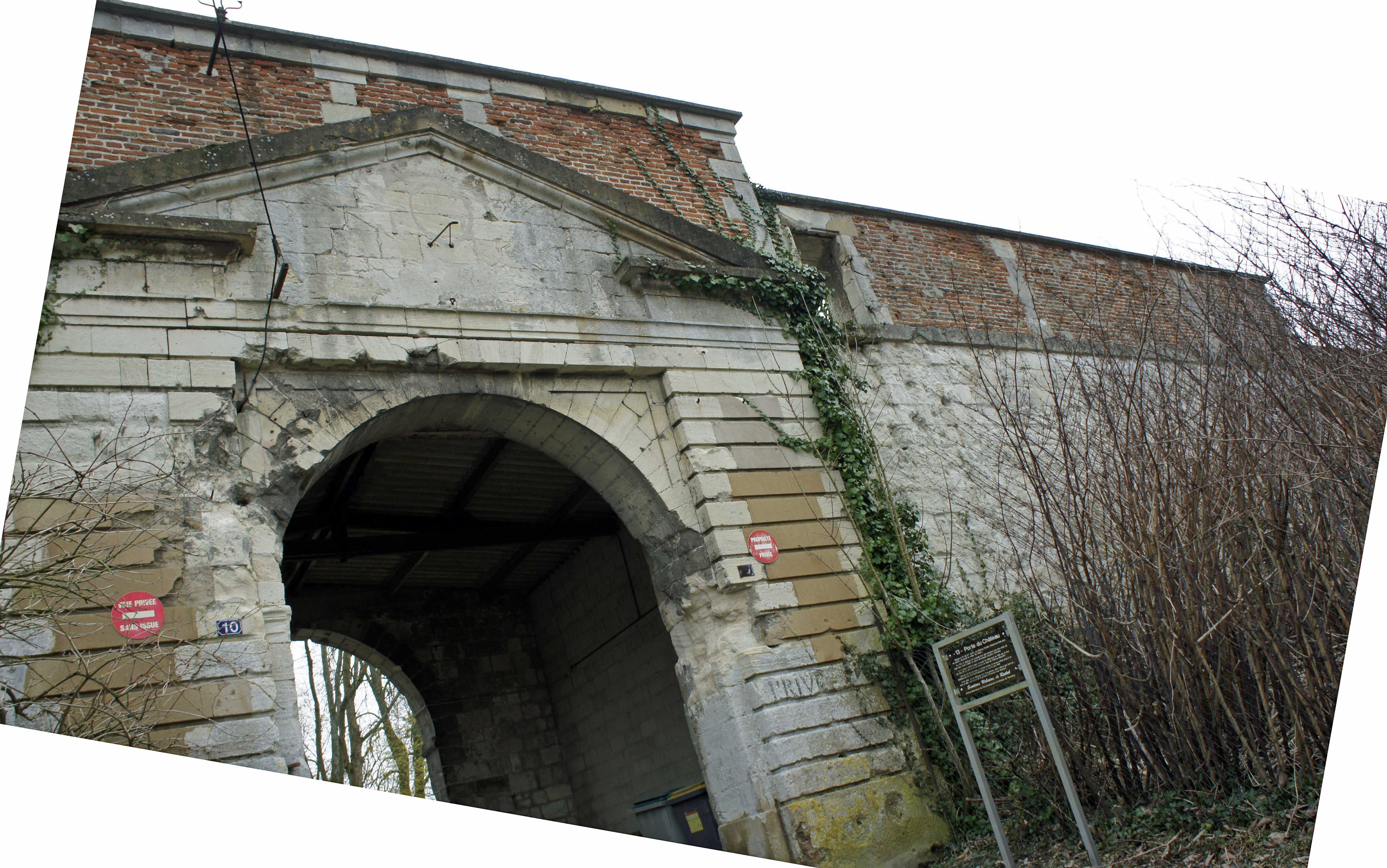
Porte du château.

- Église Saint-Nicolas de Rethel, place Anatole France 
Du vieux Rethel, le plus spectaculaire témoin reste la belle église Saint-Nicolas (XIIe et XIVe siècles) « Certainement l'une des plus belles et de plus spacieuses de la région : une merveille incontestable avec un portail délicieux » selon Paul Verlaine. Elle a survécu non parce qu'elle fut épargnée par les deux guerres mondiales mais parce qu'elle fut obstinément reconstruite. Le chantier dura assez longtemps. Sa grosse tour-clocher de 50 mètres de haut, où s'étagent les ordres dorique, ionique et corinthien, n'a retrouvé ses cloches qu'en 1962. L'église est remarquable par sa curieuse double nef et son magnifique portail latéral de style gothique flamboyant, digne d'une cathédrale. Elle est classée Monument historique depuis 1862[55].
- L'église Saint-Rémi, avenue Gambetta.
- L'église Saint-Pierre, Grande Rue à Pargny-Resson.
- La chapelle de l'hôpital, place Hourtoule.
- Les deux portes du château Mazarin.
- Le belvédère.
- La croix d'Ardalu.
- L'hôtel de ville.
- La gare, dont le bâtiment date de 1858.
- Le cimetière militaire.
- Woinic, un énorme sanglier de fer de 8,5 mètres de haut situé à 15 km au nord de Rethel sur la sortie Faissault et Saulces-Monclin, sur l'autoroute A34.

### Espaces verts

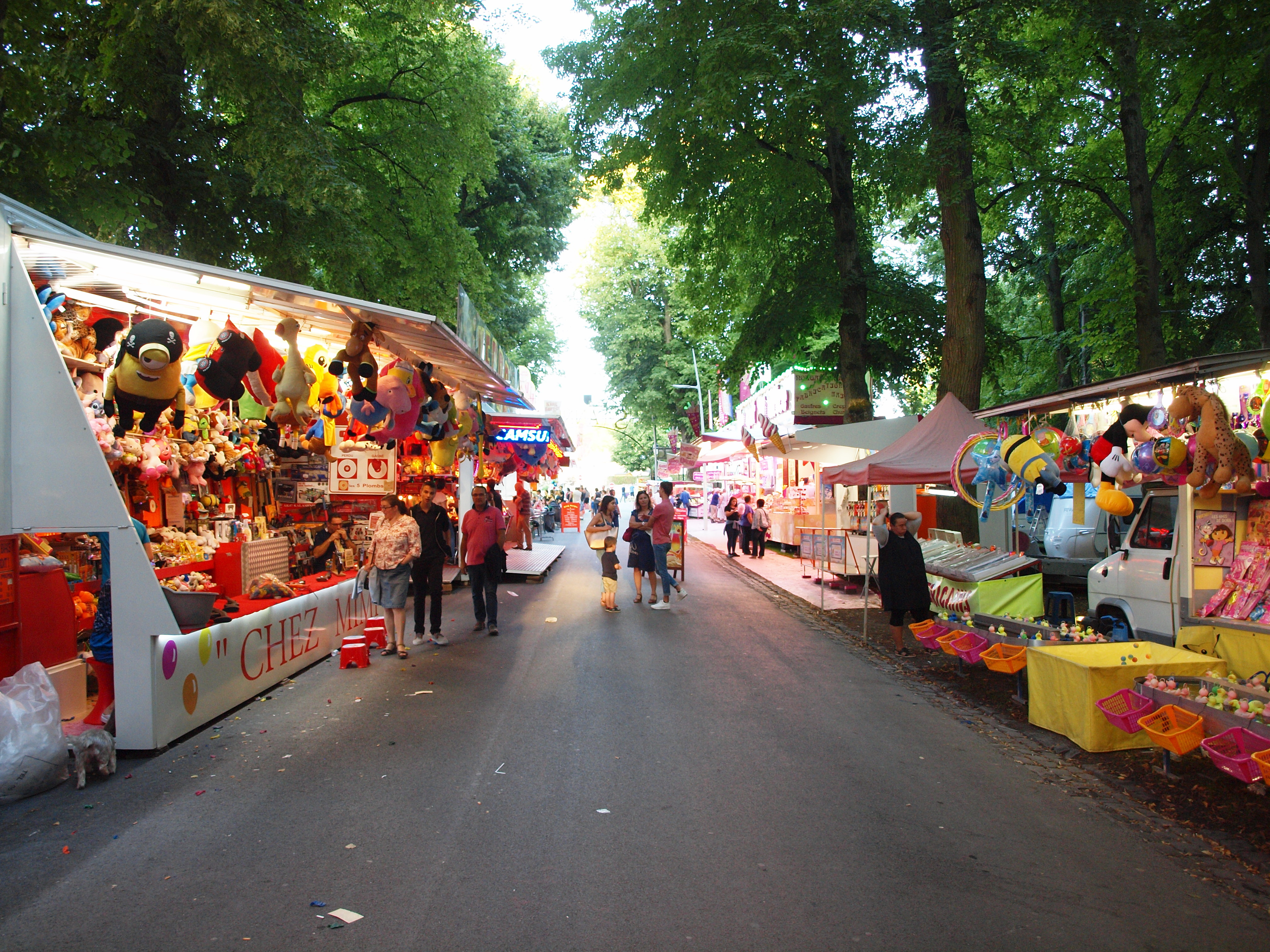
La fête de sainte-Anne sur la promenade des isles.

Agrémentée de petits bois en son centre, la ville a obtenu le label « Trois Fleurs » au concours des villes et villages fleuris (elle obtient la première fleur en mai 2005, suivie par la deuxième fleur en 2006 et la troisième en 2007). Le concours des maisons fleuries a été lancé par la municipalité de Rethel en 1960.

### Gastronomie
Depuis 2001, le boudin blanc de Rethel bénéficie d’une indication géographique protégée certifiant qu’il s’agit bien d’un produit issu d’une tradition de fabrication de Rethel.

### Trésor de Rethel
Le trésor de Rethel est un ensemble d’orfèvrerie gallo-romaine, découvert fortuitement à Rethel le 5 octobre 1980. Il est conservé au musée d'Archéologie nationale de Saint-Germain-en-Laye.

### Personnalités liées à la commune
Rethel a vu naître :
- Ponce-François Copette (1711-1781), prélat catholique.
- Jean-Baptiste Alaydon (1729-1733), prélat catholique.
- Pierre Philippe Frémyn de Fontenille, seigneur de Sapicourt, Branscourt, Beine, de la Barre, Roizy, de l'Étang, maître de camp de cavalerie, capitaine au régiment de Marlieu, chevalier de l'Ordre de Saint-Louis, gouverneur de Rethel-Mazarin en 1751, tué à la bataille de Minden en 1759[56].
- Pierre Frémyn de Fontenille, seigneur de Sapicourt, Branscourt, Beine, du Charneau, de Feuillière, de Leygnerie, de l'Étang, mousquetaire du roi, chevalier de l'ordre de Saint-Louis, gouverneur de Rethel-Mazarin et du château en octobre 1759[57].
- Jean-François Bournel (1740-1806), homme politique, député des Ardennes de 1791 à 1792.
- Étienne Théodore Clairon (1764-1839), homme politique, député des Ardennes au Conseil des Cinq-Cents.
- Jacques Boucher de Crèvecœur de Perthes (1788-1868), géologue et paléontologue.
- Nicolas Boquillon (1795-1867), journaliste et vulgarisateur.
- Jean-Baptiste Tranchart (1797-1864), homme politique, député des Ardennes de 1848 à 1849.
- Louis Christophe François Hachette (1800-1864), éditeur.
- Jules Alexandre Alphonse Meugy (1816-1892), géologue.
- Henri Jadart (1847-1921), juge, conservateur de la Bibliothèque et du Musée de Reims.
- Georges (Joséphine) Maldague (1857-1938), écrivaine-feuilletoniste.
- Léontine Le Leuch (1872-1968), agent secret et résistante.
- Gabriel Cromer (1873-1934), photographe.
- Eugène Edmond Thiery (1875-1961), artiste peintre.
- Marcel Kienné de Mongeot (1897-1977), fondateur du naturisme en France.
- Maurice Maillot (1906-1968), acteur de cinéma.
- Benjamin Afgour (1991-), handballeur professionnel

À Rethel ont vécu :
- Jules Mazarin (1602-1661), cardinal, premier ministre de Louis XIV. La ville s’appellera d’ailleurs « Duché de Mazarin » jusqu’à la Révolution française).
- Edmond-Louis-Alexis Dubois-Crancé (1747-1814), homme politique et commissaire de la Convention aux armées de la République, décédé à Rethel.
- Théodore Karcher (1821-1885), journaliste.
- Gustave Tritant (1837-1907), organiste et compositeur, y est décédé après avoir enseigné et tenu l'orgue de l'église.
- Paul Verlaine (1844-1896), engagé à l'automne 1877 comme répétiteur en littérature, histoire, géographie et anglais au collège Notre-Dame.
- Gustave Pasquier (1877-1965), cycliste sur route ayant participé au Tour de France 1903 y est mort.
- Henry Bauchet (1879-1970), constructeur automobile.
- Louis Jouvet (1887-1951), comédien, qui y passa son enfance car sa mère était rethéloise.
- Valentin Feldman (1909-1942), philosophe, stationne durant la drôle de guerre à Rethel, qu'il décrit dans son Journal de guerre (1940-1941) (Tours, Farrago, 2006).

Rethel fut représentée à la Chambre des députés par :
- Mortimer Ternaux (1808-1872), historien et homme politique.

### Héraldique
| Blason de Rethel | Blason  | De gueules à trois têtes de râteaux d'or posés 2 et 1.                                     |
| Blason de Rethel | Détails | Armes parlantes (entre rateau et Rethel). Le statut officiel du blason reste à déterminer. |